# شاين ميرفي (لاعب كرة قدم أسترالية)
شاين ميرفي (بالإنجليزية: Shane Murphy)‏ هو لاعب كرة قدم أسترالية أسترالي، ولد في 1 ديسمبر 1955.

## وصلات خارجية
- شاين ميرفي على موقع AustralianFootball.com (الإنجليزية)
- شاين ميرفي على موقع AFLtables.com (الإنجليزية)